# 襟裳分屯基地
座標: 北緯41度57分48秒 東経143度13分22秒 / 北緯41.96333度 東経143.22278度

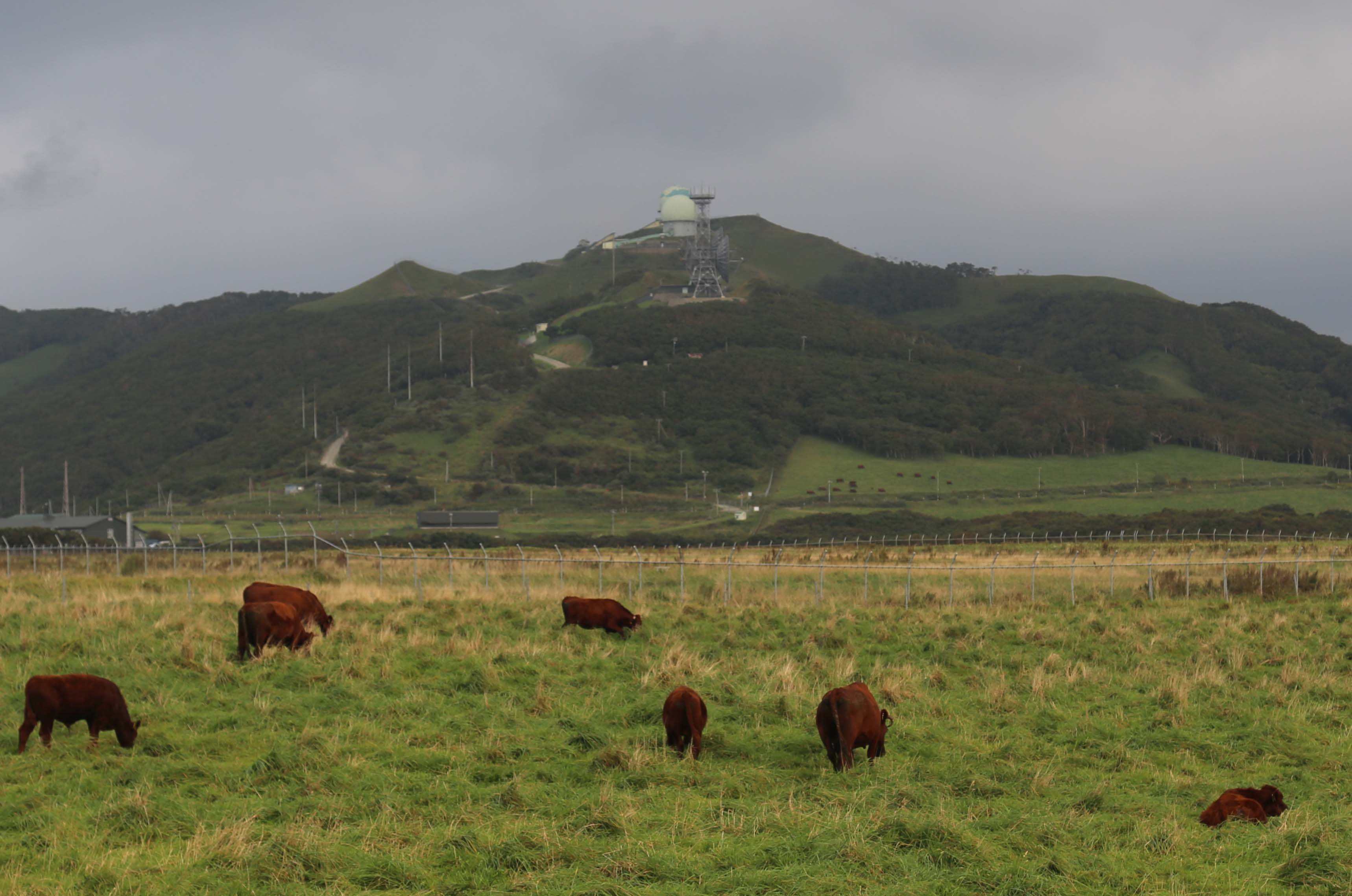
襟裳岬の自衛隊

襟裳分屯基地（えりもぶんとんきち、JASDF Erimo Sub Base）とは、北海道幌泉郡えりも町字えりも岬407に所在し、第36警戒隊が配置されている航空自衛隊三沢基地の分屯基地である。
分屯基地司令は、第36警戒隊長が兼務。

## 配置部隊
北部航空方面隊隷下
- （北部航空警戒管制団 ）
  - 第36警戒隊

## 沿革
- 1951年（昭和26年）12月：アメリカ空軍により基地が建設[1]
- 1954年（昭和29年）11月：航空自衛隊北部訓練航空警戒隊第1中隊第3小隊が展開[1]
- 1958年（昭和33年）6月：アメリカ空軍から航空自衛隊に基地が移管[1]
- 2023年（令和5年）8月： AN/FPS-20S（英語版）・AN/FPS-6S（英語版）が運用終了、9月末までにレドームも撤去された[2]